# عیارزه (روستا)
 عیارزه  (در عربی:  العیارزة )
نام روستایی است در دهستان ذُوعَید از توابع استان مَحویت در کشور یمن در شبه جزیره عربستان.

## جمعیت
جمعیت آن (۱۱۹ ) نفر (۹ خانوار) می‌باشد.